# The Ritz Hotel
The Ritz London er et femstjernet hotel, der ligger i Piccadilly i London, England i en listed building af anden grad. Det er et symbol på overklasse og luksus, og det er et af de mest prestigefyldte og kendte hoteller i verden. Det er medlem af det internationale konsortium The Leading Hotels of the World.
Hotellet blev åbnet af den schweiziske hotelejer César Ritz i maj 1906, otte år efter han havde etableret Hôtel Ritz Paris. Efter en langsom start begyndte hotellet at blive populært mod slutningen af første verdenskrig, og det blev særlig eftertragten blandt tidens politikere, forfattere og skuespillere. David Lloyd George holdt en række hemmelige møder på Ritz i den sidste halvdel af krigen, og det var på Ritz, at han besluttede at gribe ind på vegne af Grækenland overfor Tyrkiet. Noël Coward var en kendt gæst på Ritz i 1920'erne og 1930'erne.
Det var ejet af Bracewell-Smith famileni en lang periode frem til 1976, hvor, The Ellerman Group of Companies købte det for £80 mio. fra Trafalgar House i oktober 1995. De brugte 8 år og £40 mio. på at restaurere det til dets tidligere storhed. I 2002 blev hotellet det første, der modtog en royal warrant fra HRH prinsen af Wales for dets banket og cateringvirksomhed.
Eksteriøret er både strukturelt og visuelt i fransk-amerikansk stil, med små spor af engelsk arkitektur, og det under stærk indflydelse af arkitektoniske traditioner fra Paris. Facaden mod Piccadilly er omkring 70 m lang, heraf omkring 30 m på Arlington Street og 27 m Green Park-siden. På hjørnerne af pavillontagene har Ritz store grønne løve i kobber. Hotellet har 111 værelse og 23 suiter.
The Ritz Club, der har været ejet af Ritz Hotels ejere siden 1998, er et casino i hotellet kælder, som er indrettet i det tidligere Ritz Bar and Grill. Her findes roulette, blackjack, baccarat og poker, samt spillemaskiner.
Interiøret, der hovedsageligt er designet af folk fra London og Paris, er i Ludvig 16.-stil. Forfatteren Marcus Binney beskriver den store suite i stueplan som "en af de største mesterværker inden for hotelarkitektur", og sammenligner det med kongelige slotte med deres "store udsigter, høje proportioner og glimtende lysekroner".
The Ritz' mest kendte facilitet er Palm Court, hvor der afholdes det berømte "Tea at the Ritz". Den er overdådigt dekoreret i Ludvig 16.-stil med stor forgyldte spejle og flødefarvede paneler. Hotellet har seks private spisestuer Marie Antoinette Suite, med udskårne loftspaneler, og værelser i William Kent House, der er listed building af anden grad. The Rivoli Bar, der er opført i Art Deco-stil, blev designet i 2001 af Tessa Kennedy, til at ligne baren på Orientekspressen.